# Томас Дулі
Томас Ентоні Дулі (англ. Thomas Dooley; нар. 5 грудня 1961, Бехгофен, ФРН) — американський футболіст німецького походження. Захисник, відомий за виступами за збірну США. Учасник чемпіонатів світу 1994 і 1998 років. Протягом довгого часу був капітаном національної команди.

## Клубна кар'єра
Дулі народився в родині американського військового і німкені в Німеччині. У 1984 приєднався до німецького клубу «Гомбург». 9 серпня в матчі проти «Фортуни» з Кельна Томас дебютував за клуб. У сезоні 1985/86 він з 13 м'ячами став найкращим бомбардиром команди і допоміг клубу вийти в перший дивізіон.
Влітку 1988 року Дулі перейшов в «Кайзерслаутерн». У сезоні 1989/90 року він разом з командою виграв Кубок Німеччини. У наступному сезоні Томас виграв німецьку Бундеслігу. Восени 1991 року Дулі дебютував у Лізі чемпіонів.
У 1993 році він перейшов в «Баєр 04». 19 серпня в матчі проти своєї колишньої команди «Кайзерслаутерна» він дебютував за «аптекарів». У команді Томас відіграв один сезон, після чого перейшов у «Шальке 04». 12 серпня в поєдинку проти «Кельна» він дебютував за новий клуб. У 1997 році Дулі разом з командою виграв Кубок УЄФА.
Влітку 1997 року Томас переїхав до США, де приєднався до команди «Коламбус Крю». За підсумками сезону він потрапив в символічну збірну MLS, а через рік повторив це досягнення. У 1998 році Дулі дійшов разом з командою до фіналу Кубка Ламара Ганта.
У 2000 році Томас був обміняний в «Метростарс» на Майка Духейні. У складі нью-йоркської команди він провів один сезон, після чого завершив кар'єру у віці 39 років.

## У збірній
30 травня 1992 року в матчі проти збірної Ірландії Дулі дебютував за збірну США.
У 1993 році Томас взяв участь у Золотому кубку КОНКАКАФ 1993 року, де завоював срібні медалі.
У 1994 році Дулі потрапив в заявку на участь в домашньому чемпіонаті світу. На турнірі він взяв участь у поєдинках проти збірних Колумбії, Румунії і Бразилії. Після мундіалю він захищав кольори країни на Кубку Америки 1995, а також Золотих кубках КОНКАКАФ 1996 і 1998 років.
У 1998 році, після того, як Джон Гаркс був відлучений від збірної, Дулі став капітаном національної команди і поїхав разом з нею на чемпіонат світу у Франції. На турнірі він взяв участь у всіх трьох матчах, але команда не змогла вийти з групи.

## Тренерська кар'єра
Після завершення кар'єри футболіста в сезоні 2002/03 тренував німецький клуб «Саарбрюкен». Згодом у 2011—2014 роках працював асистентом у Юргена Клінсмана в збірній США.
У 2014 році очолив національну збірну Філіппін.

## Досягнення

### Командні
«Кайзерслаутерн»
- Чемпіон ФРН: 1990/1991
- Володар Кубка ФРН: 1989/1990
- Володар Суперкубка Німеччини: 1991

 «Шальке 04»
- Володар Кубка УЄФА: 1996/97

### Міжнародні
США
- Фіналіст Золотого кубка КОНКАКАФ: 1993, 1998
- Бронзовий призер Золотого кубка КОНКАКАФ: 1996

### Індивідуальні
- Футболіст року в США: 1993
- Включений в залу слави футболу США: 2010